# Kariat Ben Aouda
Kariat Ben Aouda  (in arabo قرية بن عودة‎?) è un centro abitato e comune rurale del Marocco situato nella provincia di Kénitra, regione di Rabat-Salé-Kénitra. Conta una popolazione di 11 087 abitanti (censimento 2014).